# Росбанк Авто
Филиал «Росбанк Авто» (до января 2021 года — ООО «Русфинанс Банк») — подразделение, отвечающее за автокредитование в Росбанке, который входит в состав международной финансовой группы Societe Generale.
До 2021 года Русфинанс Банк занимался в основном потребительским кредитованием, в частности автокредитованием, а также эквайрингом и эмиссией карт платежных систем Visa и MasterCard. В январе 2021 года Русфинанс Банк, был реформирован в филиал Росбанка и теперь специализируется на автокредитовании.

## История

### Русфинанс Банк
В 1992 году был основан банк под названием «Промэк-Банк» с основной специализацией – потребительское кредитование (автокредитование и кредитные карты). Банк принадлежал самарской финансово-промышленной группе «СОК».
В 2005 году банк приобрела компания «Русфинанс» – дочерняя структура французской группы Société Générale. После завершения сделки в 2006 году название банка было изменено на «Русфинанс Банк». По данным РБК, в 1-м полугодии 2011 года Русфинанс Банк занимал 1-е место по объёму выданных автокредитов через сеть автодилеров.

### Филиал Росбанка
В январе 2021 года Русфинанс Банк был объединён с Росбанком, став его филиалом и сменив имя на «Росбанк Авто».
В 2021 году на форуме «FinAuto-2021. Финансовые инструменты авторынка» филиал «Росбанк Авто» был признан дилерами лучшим универсальным банковским партнером года.